# Nina Rodríguez
Carolina Rodríguez Ferrero (5 de julio de 1985) es una cantante, compositora y modelo colombiana. Su recorrido artístico como cantautora está influenciado por géneros como R&B, Neo Soul y el Pop alternativo. Para inicios de este año presentó su último trabajo discográfico “FICCIONES”, el cual tuvo la participación de grandes productores como Juan Pablo Vega  y Tweety González.

## Biografía
Carolina Rodríguez Ferrero (5 de julio de 1985) es una cantante, compositora y modelo colombiana. Su recorrido como cantautora  está influenciado por géneros como R&B, Neo Soul y el Pop alternativo. En el 2016 presenta la canción Como Respirar  la cual anticipó el sonido que venía para su primer álbum estudio “HEROÍNA”, el cual se dio a conocer en su totalidad para el año 2017, un trabajo discográfico inspirado al empoderamiento de la mujer bajo la producción de Juan Galeano. El día de su lanzamiento Heroína se convirtió́ en el disco más vendido en iTunes en 3 diferentes listados.
Para inicios de este año Nina presentó su nuevo trabajo discográfico llamado, “FICCIONES”, el cual está conformado por 12 canciones, todas hechas bajo su autoría. Para este nuevo disco se trabajó bajo la producción de dos grandes productores musicales,  Juan Pablo Vega .y Tweety González.
Disco que se dividió en Lado A, donde se encuentra canciones como Gravedad, destacada por un sonido influenciado bajo el R&B de Lianne La Havas, Jorja Smith, Daniel Caesar, H.E.R. , estas producidas por Juan Pablo Vega. Y un lado B el cual fue producido por Tweety González, reconocido por trabajar con artistas como Gustavo Cerati, y lado del que se destacan canciones como Hechos de lo mismo y Río.
Su influencia es reconocida en redes sociales, por su fashionismo y discurso sobre el empoderamiento femenino entre los que destaca temas como la diversidad, la igualdad y la mujer como referente de liderazgo.
Su carrera como modelo se anticipó en el Concurso Nacional de Belleza de Colombia de 2009, en donde ocupó el puesto de 1.ª princesa (2.ª finalista). Carolina Rodríguez Ferrero, de 24 años y 1,76 cm de estatura, gracias a su belleza, elegancia y seguridad en pasarela ganó el concurso internacional Top Model of The World 2010, al cual fue designada por la organización del Concurso Nacional de Belleza de Colombia.

## Ficciones (más reciente trabajo discográfico)
Para inicios de este año Nina presentó su nuevo trabajo discográfico llamado, “FICCIONES”, el cual está inspirado en las múltiples ficciones con las que podemos ver el amor. Conformado por 12 canciones, todas hechas bajo su autoría. Para este nuevo disco se trabajó bajo la producción de dos grandes productores musicales,  Juan Pablo Vega .y Tweety González.
Este disco se dividió en Lado A, (Ficciones Vol. 1)  donde se encuentra canciones como Gravedad, destacada por un sonido influenciado bajo el R&B de Lianne La Havas, Jorja Smith, Daniel Caesar, H.E.R. , estas producidas por Juan Pablo Vega. También se destacan otras canciones como; Destino,Sweet Lover, Quédate y Feel Better, la cual cuenta con la colaboración del rapero colombiano Nanpa Básico.

El segundo EP  es el lado B (Ficciones Vol.2), producido por Tweety González, reconocido por trabajar con artistas como Gustavo Cerati, de este lado del que se destacan canciones como Hechos de lo mismo y Río. 

## Heroína (primer trabajo discográfico)
En el año 2016 presenta la canción Como Respirar  la cual anticipó el sonido que venía para su primer álbum estudio “HEROÍNA”, el cual se dio a conocer en su totalidad para el año 2017, un trabajo discográfico inspirado al empoderamiento de la mujer bajo la producción de Juan Galeano. 
El día de su lanzamiento Heroína se convirtió́ en el disco más vendido en iTunes en 3 diferentes listados.
Este trabajo discográfico está conformado por siete canciones; Campo Minado, Como Respirar, Heroína, Inocente Pecador, Aire Agua fuego Tierra, Espejo y Cicatrices.

## Concurso Nacional de Belleza de Colombia 2009
Participó en representación del departamento de Cundinamarca en el Concurso Nacional de Belleza de Colombia 2009, celebrado en Cartagena de Indias, donde ocupó el lugar de 1.ª princesa (2.ª finalista) la noche del 16 de noviembre de 2009.
También ganó, en las actividades previas a la elección de la Señorita Colombia, los premios de Señorita elegancia Primatela (Mejor pasarela), y Zapatilla Real.
Fue designada por el Concurso Nacional de Belleza para ser la representante de Colombia en el concurso internacional Top Model of the World 2010 , realizado el 21 de febrero en Dortmund Alemania, resultando ganadora .

## La Voz Colombia
Nina participó en La Voz Colombia, segunda temporada interpretando «Cuando los sapos bailen flamenco» de Ella baila Sola, su entrenador fue Ricardo Montaner, en las batallas quedó eliminada contra Esmeralda Carvajal interpretando la canción «Algo más» de La quinta estación.

## Discografía
- 2013 - Nina Rodríguez
- 2017 - Heroína
- 2020 - Ficciones